# التواصل عبر الثقافات

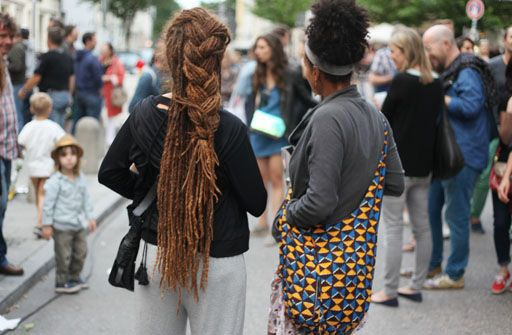
مع أشخاص من خلفيات إثنية واجتماعية ديموغرافية وأيديولوجية مختلفة

التواصل عبر الثقافات هو مجال للدراسة يبحث عن كيفية تواصل الناس من خلفيات ثقافية مختلفة بطرق متشابهة ومختلفة فيما بينهم وكيفيه محاولة للتواصل عبر الثقافات. التواصل بين الثقافات هو مجال شبيه للدراسة.

## الأصول والثقافة
من خلال الحرب الباردة، كان اقتصاد الولايات المتحدة قائماً بذاته إلى حد كبير لأن العالم كان مستقطبًا إلى قوتين منفصلتين ومتنافستين: الشرق والغرب. ومع ذلك، بدأت التغييرات والتقدم في العلاقات الاقتصادية والأنظمة السياسية والخيارات التكنولوجية في كسر الحواجز الثقافية القديمة. تحولت الأعمال من رأسمالية في كل بلد إلى رأسمالية عالمية. ولهذا تم العثور على دراسة التواصل بين الثقافات في الأصل في الأعمال التجارية والحكومة، وكلاهما يسعى إلى التوسع عالمياً. بدأت الشركات في تقديم التدريب اللغوي لموظفيها وتم تطوير برامج لتدريب الموظفين على فهم كيفية التصرف عندما يكونون بالخارج. مع ذلك، تم تطوير معهد الخدمة الخارجية FSI من خلال قانون الخدمة الخارجية لعام 1946، حيث تلقى الموظفون الحكوميون تدريبات واستعدوا للوظائف الخارجية. بدأ أيضًا تنفيذ منظور «النظرة إلى العالم» في مناهج التعليم العالي. في عام 1974، عقدت المنظمة الدولية للتقدم، بدعم من اليونسكو وتحت رعاية الرئيس السنغالي ليوبولد سيدار سنغور، مؤتمراً دولياً حول «الفهم الثقافي للأمم» (انسبروك، النمسا، 27-29 يوليو) 1974) الذي دعا الدول الأعضاء في الأمم المتحدة إلى «تنظيم أبحاث مقارنة منهجية وعالمية حول ثقافات العالم المختلفة» و«بذل كل الجهود الممكنة لتدريب الدبلوماسيين بشكل مكثف في مجال التعاون الثقافي الدولي ولتطوير الجوانب الثقافية لسياستهم الخارجية».
أصبح هناك ضغط متزايد على الجامعات في جميع أنحاء العالم لإدماج التفاهم والمعرفة بين الثقافات والدولية في تعليم طلابهم. محو الأمية الدولية والتفاهم بين الثقافات أمرًا بالغ الأهمية للصحة الثقافية والتكنولوجية والاقتصادية والسياسية للبلد. لقد أصبح من الضروري بالنسبة للجامعات أن تقوم بتعليم، أو الأهم من ذلك، «التحول» للعمل بفعالية وبشكل مريح في عالم يتميز بعلاقات وثيقة متعددة الأوجه وحدود قابلة للاختراق. يجب أن يتمتع الطلاب بمستوى معين من الكفاءة العالمية لفهم العالم الذي يعيشون فيه وكيف يتناسبون مع هذا العالم. يبدأ هذا المستوى من الكفاءة العالمية على مستوى الأرض - الجامعة وأعضاء هيئة التدريس - بكيفية توليد ونقل المعرفة والمعلومات عبر الثقافات للطلاب.

## تأهيل متعدد التخصصات
يسعى التواصل عبر الثقافات إلى الجمع بين مجالات الأنثروبولوجيا الثقافية غير المرتبطة نسبيًا مع مجالات الاتصال الثابتة. ينطوي التواصل بين الثقافات في جوهره على فهم الطرق التي يتواصل بها الأفراد المتميزون ثقافياً مع بعضهم البعض. تتمثل مهمتها أيضًا في إنتاج بعض الإرشادات التي يمكن من خلالها لأشخاص من ثقافات مختلفة التواصل بشكل أفضل مع بعضهم البعض.
التواصل عبر الثقافات يتطلب نهجاً متعدد التخصصات. أنه يشمل على محو الأمية في مجالات مثل الأنثروبولوجيا والدراسات الثقافية وعلم النفس والتواصل. تحرك المجال أيضًا في اتجاه معالجة العلاقات بين الأعراق وكذلك نحو دراسة استراتيجيات الاتصال المستخدمة من قبل السكان المشتركين في الثقافة، أي استراتيجيات الاتصال المستخدمة للتعامل مع الأغلبية أو السكان العاديين.
لا يمكن لدراسة لغات أخرى غير لغتنا أن تساعد ليس فقط في فهم ما هو مشترك بيننا نحن البشر، ولكن أيضًا للمساعدة في فهم التنوع الذي يؤكد أساليب لغاتنا في بناء وتنظيم المعرفة. ولهذا الفهم تداعيات عميقة فيما يتعلق بتنمية الوعي النقدي بالعلاقات الاجتماعية. إن فهم العلاقات الاجتماعية والطريقة التي تعمل بها الثقافات الأخرى هو الأساس لشئون أعمال العولمة الناجحة.
يمكن تعريف لغة المنشئة اجتماعياً على نطاق واسع بأنها «دراسة لكيفية افتقاد كل من اللغة وخلق علاقات اجتماعية جديدة في السياق الثقافي». الضروري أن يفهم المتحدث قواعد اللغة، وكذلك أيضاً في كيفية وضع عناصر اللغة اجتماعياً من أجل الوصول إلى الكفاءة التواصلية. الخبرة الإنسانية وثيقة الصلة بالثقافة، لذا فإن عناصر اللغة وثيقة الصلة ثقافياً. :3 يجب على المرء أن يفكر بعناية في علم الرموز وتقييم أنظمة الإشارات لمقارنة معايير التواصل بين الثقافات. :4 هناك العديد من المشاكل المحتملة التي تأتي مع اللغة المنشئة اجتماعياً. في بعض الأحيان، يمكن للناس الإفراط في تعميم أو تصنيف الثقافات ذات الخصائص النمطية والذاتية. يدور الاهتمام الرئيسي الآخر بتوثيق الأعراف الثقافية البديلة حول حقيقة أنه لا يوجد ممثل اجتماعي يستخدم اللغة بطرق تتناسب تمامًا مع الخصائص المعيارية. :8 يجب أن تدمج في دراسة اللغة المنشئة اجتماعياً منهجية لدراسة كيفية استخدام الفرد للنشاط وغيره من الأنشطة شبه العشوائية لإنشاء واستخدام نماذج جديدة للسلوك وكيف يختلف هذا عن المعيار الثقافي. :11,12

## ازدياد العولمة
مع تزايد العولمة والتجارة الدولية، لا مفر من أن تلتقي الثقافات المختلفة وتتعارض وتندمج معًا. يجد الأشخاص من ثقافات مختلفة من الصعب التواصل ليس فقط بسبب العوائق اللغوية، ولكن أيضًا تتأثر أنماط الثقافة. على سبيل المثال، في الثقافات الفردية، كما هو الحال في الولايات المتحدة وكندا وأوروبا الغربية، فإن الشخصية أو الذات المستقلة هي المهيمنة. يتميز هذا الرقم المستقل بإحساس بالذات متميز نسبيًا عن الآخرين والبيئة. في الثقافات المترابطة، والتي تُعرف عادةً بثقافات آسيا وأمريكا اللاتينية وأفريقيا وجنوب أوروبا، فإن الشخصية المترابطة للذات هي المهيمنة. هناك تركيز أكبر بكثير على ترابط الفرد بالآخرين والبيئة؛ الذات هو معنى ذاتي فقط (أو بشكل أساسي) في سياق العلاقات الاجتماعية والواجبات والأدوار. في درجة ما، يتجاوز التأثير الناتج عن الاختلاف الثقافي الفجوة اللغوية. يساهم اختلاف نمط الثقافة هذا في أحد أكبر التحديات التي تواجه التواصل عبر الثقافات. التواصل الفعال مع الناس من ثقافات مختلفة هو تحدي خاص. توفر الثقافات للناس طرقًا للتفكير — طرق لرؤية العالم والسمع وتفسيره. وهكذا فإن الكلمات نفسها يمكن أن تعني أشياء مختلفة لأشخاص من ثقافات مختلفة، حتى عندما يتحدثون اللغة «ذاتها». عندما تكون اللغات مختلفة، ويجب استخدام الترجمة للتواصل، تزداد احتمالات سوء الفهم. تعتبر دراسة التواصل بين الثقافات مجال بحث عالمي. نتيجة لذلك، يمكن بالفعل العثور على الاختلافات الثقافية في دراسة التواصل بين الثقافات. على سبيل المثال، يُعتبر التواصل عبر الثقافات بشكل عام إلى جزءًا من دراسات الاتصال في الولايات المتحدة، ولكنه يظهر كحقل فرعي للغويات التطبيقية في المملكة المتحدة.

## الإدخال في برامج الكلية
يحظى تطبيق نظرية التواصل عبر الثقافات على تعليم اللغات الأجنبية بتقدير متزايد في جميع أنحاء العالم. يمكن الآن العثور على فصول التواصل عبر الثقافات داخل أقسام اللغات الأجنبية في بعض الجامعات، بينما تقوم المدارس الأخرى بوضع برامج التواصل عبر الثقافات في أقسام التعليم الخاصة بها.
مع تزايد ضغوط وفرص العولمة، أصبح دمج تحالفات الشبكات الدولية «آلية أساسية لتدويل التعليم العالي». اتخذت العديد من الجامعات من جميع أنحاء العالم خطوات كبيرة لزيادة التفاهم بين الثقافات من خلال عمليات التغيير التنظيمي والابتكارات. بشكل عام، تتمحور العمليات الجامعية حول أربعة أبعاد رئيسية تشمل: التغيير التنظيمي، ابتكار المناهج الدراسية، تنمية قدرات الموظفين، وتنقل الطلاب. يؤكد Ellingboe على هذه الأبعاد الأربعة الرئيسية بمواصفاته الخاصة لعملية التدويل. تشمل مواصفاته: (1) قيادة الكلية (2) المشاركة الدولية لأعضاء هيئة التدريس في الأنشطة مع الزملاء ومواقع البحث والمؤسسات في جميع أنحاء العالم (3) توفر برامج الدراسة في الخارج للطلاب والقدرة على تحمل تكاليفها وسهولة الوصول إليها وقابليتها للنقل (4) حضور وإدماج الطلاب الدوليين والباحثين وأعضاء هيئة التدريس الزائرين في حياة الحرم الجامعي (5) وحدات مناهج دولية مشتركة (قاعات السكن، مراكز تخطيط المؤتمرات، الاتحادات الطلابية، المراكز المهنية، الانغماس الثقافي وبيوت اللغة، الأنشطة الطلابية، المنظمات الطلابية).
قبل كل شيء، تحتاج الجامعات إلى التأكد من أنها منفتحة ومستجيبة للتغييرات في البيئة الخارجية. لكي تكون التدويل فعالاً بالكامل، يجب أن تكون الجامعة (بما في ذلك جميع الموظفين والطلاب والمناهج الدراسية والأنشطة) حاضرة مع التغييرات الثقافية، وعلى استعداد كافٍ للتكيف مع هذه التغييرات. وفقًا لما ذكره Ellingboe، فإن التدويل «عبارة عن رؤية مستمرة وموجهة نحو المستقبل ومتعددة الأبعاد والتخصصات ومدفوعة بالقيادة والتي تشمل العديد من أصحاب المصلحة الذين يعملون على تغيير الديناميات الداخلية للمؤسسة للاستجابة والتكيف بشكل مناسب مع تنوع متزايد عالميًا بيئة خارجية مركزة ومتغيرة باستمرار». تُتِيح تقنيات التعلم عن بعد الجديدة، مثل المؤتمرات التفاعلية عن بعد، للطلاب الذين ينفصلون آلاف الأميال من التواصل والتفاعل في فصل دراسي افتراضي.
أشارت الأبحاث إلى أن بعض الموضوعات والصور مثل الأطفال والحيوانات ودورات الحياة والعلاقات والرياضة يمكن أن تتجاوز الاختلافات الثقافية، ويمكن استخدامها في بيئات دولية مثل الفصول الدراسية للجامعات التقليدية وعبر الإنترنت لإيجاد أرضية مشتركة بين الثقافات المتنوعة (Van Hook ، 2011).
تستند النظريات الرئيسية للتواصل بين الثقافات إلى العمل المنجز بالنظر إلى اختلافات القيمة بين الثقافات المختلفة، وخاصة أعمال إدوارد ت. هول، وريتشارد د. لويس، وجيرت هوفستيد، وفونس ترومبينار. كان كليفورد غيرتس أيضًا مساهمًا في هذا المجال. أيضا نموذج Jussi V. Koivisto على المعبر الثقافي في منظمات التشغيل الدولية يوضح من قاعدة البحث هذه.
تم تطبيق هذه النظريات على مجموعة متنوعة من نظريات وإعدادات الاتصال المختلفة، بما في ذلك الأعمال والإدارة العامة (Fons Trompenaars and Charles Hampden-Turner) والتسويق (Marieke de Mooij ، Stephan Dahl). كان هناك أيضًا العديد من المشاريع التعليمية الناجحة التي تركز على التطبيقات العملية لهذه النظريات في المواقف بين الثقافات.
كما تم انتقاد هذه النظريات بشكل رئيسي من قبل علماء الإدارة (مثل نايجل هولدن) لكونها تستند إلى مفهوم الثقافة المستمد من الأنثروبولوجيا الثقافية في القرن التاسع عشر والتأكيد على بين الثقافة كالاختلاف والثقافة كجوهر. كان النقد الآخر هو الطريقة غير الحاسمة التي يتم بها تقديم أبعاد هوفستد في الكتب المدرسية كحقائق (بيتر دبليو كاردون). هناك خطوة للتركيز على «الترابط بين الثقافات» بدلاً من الآراء التقليدية للاختلافات النسبية والتشابهات بين الثقافات. يُنظر بشكل متزايد إلى الإدارة بين الثقافات كشكل من أشكال إدارة المعرفة. بينما هناك نقاش في الأوساط الأكاديمية، حول ما يمكن أن تفعله الفرق بين الثقافات في الممارسة العملية، لخّلص التحليل البعدي الذي أجراه جونتر ستال ومارتا مازنيفسكي وأندرياس فويغ وكارستين جونسن حول الأبحاث التي أجريت على مجموعات متعددة الثقافات، «تشير الأبحاث إلى أن التنوع الثقافي يؤدي إلى الخسائر العملية من خلال تعارض المهام وانخفاض التكامل الاجتماعي، ولكن لمعالجة المكاسب من خلال زيادة الإبداع والرضا.» 
العديد من برامج ماجستير العلوم في الإدارة في تخصص التدويل بإن قد يركز على التواصل بين الثقافات. على سبيل المثال، يوجد لدى Ivey Business School دورة بعنوان Cross Cultural Management.
يوفر التواصل عبر الثقافات الفرص لتبادل الأفكار والخبرات ووجهات النظر والتصورات المختلفة من خلال التفاعل مع السكان المحليين.

## المنظمات التعليمية الدولية
جمعية التعليم بين الثقافات والتدريب والبحث
SIETAR هي منظمة عضوية تعليمية لهؤلاء المهنيين الذين يهتمون بتحديات وحوافز العلاقات بين الثقافات. تأسست SIETAR في الولايات المتحدة في عام 1974 من قبل عدد قليل من الأفراد المتفانين للجمع بين المهنيين العاملين في أشكال مختلفة من التعلم بين الثقافات والبحث والتدريب على المشاركة. لدى SIETAR الآن فصول مترابطة بشكل منظم في العديد من البلدان وعضوية دولية كبيرة.

### WYSE الدولية
WYSE International هي مؤسسة خيرية تعليمية عالمية متخصصة في التعليم والتنمية للقادة الناشئين التي تأسست في عام 1989. وهي منظمة غير حكومية مرتبطة بإدارة شؤون الإعلام التابعة للأمم المتحدة.
حضر أكثر من 3000 مشارك من 110 دولة وقد شاركوا في 5 قارات. البرنامج الرائد للقيادة الدولية عبارة عن دورة سكنية لمدة 12 يومًا لـ 30 شخصًا من 20 دولة مختلفة وتتراوح أعمارهم بين 18 و35 عامًا.

يوضح موقع WYSE International أهدافه كالتالي: ء 
 «توفير التعليم بشكل مستقل عن خلفيات سياسية أو دينية أو اجتماعية وتعزيز القيادة البصيرة قادرة على الاستجابة لاحتياجات العالم المتطورة.»  

### MEET (الإلتقاء) - التعليم في الشرق الأوسط من خلال التكنولوجيا
MEET - الشرق الأوسط التعليم من خلال التكنولوجيا هي مبادرة تعليمية مبتكرة تهدف إلى خلق لغة مهنية مشتركة بين قادة الشباب الإسرائيلي والفلسطيني. يتم اختيار الطلاب الإسرائيليين والفلسطينيين من خلال عملية التقديم والعمل في فرق صغيرة ثنائية القومية لتطوير مشروعات التكنولوجيا والأعمال من أجل التأثير المحلي. من خلال عملية التواصل بين الثقافات، يبني الطلاب الاحترام المتبادل والكفاءة الثقافية وفهم بعضهم البعض.

## الجوانب
هناك العديد من المعايير التي يمكن أن ينظر إليها بشكل مختلف من قبل الناس من ثقافات مختلفة:
- الثقافات العالية والمنخفضة السياق: السياق هو البعد الثقافي الأكثر أهمية ويصعب تحديده أيضًا. تم تطوير فكرة السياق في الثقافة من قبل عالم الأنثروبولوجيا إدوارد تي هول. يقسم الثقافة إلى مجموعتين رئيسيتين: ثقافات السياق العليا والمنخفضة. ويشير إلى السياق باعتباره المحفزات أو البيئة أو الأجواء المحيطة بالبيئة. اعتمادًا على كيفية اعتماد الثقافة على النقاط الثلاث لتوصيل معانيها، والتي سوف تضعها في ثقافات عالية أو منخفضة السياق. على سبيل المثال، يستمر هول في شرح أن الثقافات ذات السياق المنخفض تفترض أن الأفراد يعرفون القليل جدًا عن ما يتم إخبارهم به، وبالتالي يجب إعطائهم الكثير من المعلومات الأساسية. تفترض الثقافات عالية السياق أن الفرد على دراية بالموضوع ويجب أن يُعطى معلومات أساسية قليلة جدًا.
- التواصل غير اللفظي والشفهي والمكتوب: الهدف الرئيسي وراء تحسين الجماهير متعددة الثقافات هو إيلاء اهتمام خاص لمجالات محددة من الاتصالات لتعزيز فعالية الرسائل بين الثقافات. يتم تقسيم المناطق المحددة إلى ثلاث فئات فرعية: الرسائل الشفهية والشفوية والمكتوبة.

الاتصال غير اللفظي يتضمن كل شيء من شيء واضح مثل الاتصال بالعين وتعبيرات الوجه إلى أشكال التعبير الأكثر سرية مثل استخدام المساحة. وصف الخبراء مصطلح علم الحركة بأنه يعني التواصل من خلال حركة الجسم. يوضح هوسمان، مؤلف كتاب «التواصل في مجال الأعمال» ، أن أهم طريقتين للاتصال من خلال علم الحركة هما الاتصال البصري وتعبيرات الوجه.
يقول حسين إن الاتصال البصري هو العامل الرئيسي في تحديد النغمة بين شخصين ويختلف اختلافًا كبيرًا في المعنى بين الثقافات. في الأمريكتين وأوروبا الغربية، يتم تفسير التواصل البصري بنفس الطريقة، حيث ينقل الاهتمام والصدق. يُنظر إلى الأشخاص الذين يتجنبون الاتصال بالعين عند التحدث في صورة سلبية، حيث يحجبون المعلومات ويفتقرون إلى الثقة العامة. ومع ذلك، في الشرق الأوسط وأفريقيا، وخاصة آسيا، يُنظر إلى الاتصال بالعين على أنه غير محترم، بل إنه يمثل تحديًا لسلطة الفرد. يُنظر إلى الأشخاص الذين يتواصلون بالعين، ولكن لفترة وجيزة فقط، على أنهم محترمون ومهذبون.
تعبيرات الوجه هي لغتهم الخاصة عن طريق المقارنة والعالمية في جميع الثقافات. دايل ليذرز، على سبيل المثال، تنص على أن تعبيرات الوجه يمكن أن تنقل عشرة فئات أساسية من المعنى.
يكمن الجزء الأخير من التواصل غير اللفظي في إيماءاتنا، ويمكن تقسيمه إلى خمس فئات فرعية:
- الرموز

تشير الرموز إلى لغة الإشارة (مثل، الإبهام لأعلى، أحد الرموز الأكثر شهرة في العالم)
- الرَّسامون

يحاكي الرَّسامون ما يتم التحدث به (مثل تحديد مقدار الوقت المتبقي من خلال الضغط على عدد معين من الأصابع).
- المنظمين

تعمل الهيئات التنظيمية كوسيلة لإيصال المعنى من خلال الإيماءات (يشير رفع اليد على سبيل المثال إلى أن لدى المرء سؤالًا معينًا حول ما قيل للتو) وتصبح أكثر تعقيدًا نظرًا لأن المنظم نفسه يمكن أن يكون له معان مختلفة عبر ثقافات مختلفة (إنشاء دائرة مع يد، على سبيل المثال، في الأمريكتين تعني الاتفاق وفي اليابان رمزية مقابل المال، وفي فرنسا تنقل فكرة عدم القيمة).
- تأثير الإيحاءات

تؤثر الإيحاءات على المشاعر مثل السعادة (من خلال الابتسامة) أو الحزن (ارتعاش الفم والدموع).
- التهيُئات

التهيُئات هي أكثر دقة مثل التثاؤب أو التماسك في لحظة الغضب.
يتعامل النوع الأخير من نوع التواصل غير اللفظي إلى التواصل المكَّاني حول الأشخاص، أو البروكسيم. يمضي هوسمان في شرح أن هول يحدد ثلاثة أنواع من المكَّانية:
1. مساحة ثابتة للميزات: هي تتعامل مع كيفية ترتيب الثقافات لمساحاتها على نطاق واسع، مثل المباني والمتنزهات.
2. مساحة شبه الثابتة: تتناول كيفية ترتيب المساحة داخل المباني، مثل وضع المكاتب والكراسي والنباتات.
3. مساحة غير رسمية: وهي المساحة وأهميتها، مثل مسافة التحدث، ومدى قرب الأشخاص من بعضهم البعض، ومساحة المكاتب وجميع الأمثلة على ذلك. غالبًا ما يتعين على عامل خط الإنتاج تحديد موعد لرؤية المشرف، لكن المشرف حر في زيارة عمال خط الإنتاج حسب الرغبة.

التواصل الشفهي والكتابي أسهل بشكل عام في التعلم والتكيٌف والتعامل في عالم الأعمال لحقيقة أن كل لغة فريدة من نوعها. الصعوبة الوحيدة التي تكمن في اللعب هي الفهم، وكيفية قَول شيء ما.

## الاختلافات بين التواصل الغربي والاتصالات التقليدية للسكان الأصليين
بحسب مايكل والش وغيلاد زوكرمان، عادةً ما يكون تفاعل المحادثة الغربية «ثنائي»، بين شخصين مُعيَّنين، حيث يكون الاتصال بالعين مهمًا والمتكلم يتحكم في التفاعل؛ و«الواردة» في إطار زمني قصير نسبيا محددة. ومع ذلك، فإن التفاعل التقليدي للمحادثة من السكان الأصليين الأسترالي هو «مجتمعي»، يتم بثه إلى كثير من الناس، والتواصل مع العين ليس مهمًا والمستمع يتحكم في التفاعل و«مستمر» في توسيع الإطار الزمني بشكل أطول وإلى أجل غير مسمى.

## هوامش
1. ↑  Japan Intercultural Consulting نسخة محفوظة 8 أغسطس 2019 على موقع واي باك مشين.
2. ↑  Everett M. Rogers, William B. Hart, & Yoshitaka Miike (2002). Edward T. Hall and The History of Intercultural Communication: The United States and Japan. Keio Communication Review No. 24, 1-5. Accessible at http://www.mediacom.keio.ac.jp/publication/pdf2002/review24/2.pdf. نسخة محفوظة 2021-03-09 على موقع واي باك مشين.
3. ↑  Bartell, M. (2003). Internationalization of universities: A university culture-based framework. Higher Education, 45(1), 44, 48, 49.
4. ↑  Hans Köchler (ed.), Cultural Self-comprehension of Nations. Tübingen: Erdmann, 1978,
5. ↑  Deardorff, D. K. (2015). A 21st Century Imperative: integrating intercultural competence in Tuning. Tuning Journal for Higher Education, 3(1), 137–147. https://doi.org/10.18543/tjhe-3(1)-2015pp137-147 نسخة محفوظة 1 سبتمبر 2020 على موقع واي باك مشين.
6. 1 2  Bartell, M. (2003). Internationalization of universities: A university culture-based framework. Higher Education, 45(1), 46.
7. 1 2 3 4 5  Rymes, (2008). Language Socialization and the Linguistic Anthropology of Education. Encyclopedia of Language and Education, 2(8, Springer)
8. ↑  "Fact and Figure about cross cultural training". Cultural Candor Inc. مؤرشف من الأصل في 2019-02-01. اطلع عليه بتاريخ 2015-12-03.
9. ↑  Teather, D. (2004). The networking alliance: A mechanism for the internationalisation of higher education? Managing Education Matters, 7(2), 3.
10. ↑  Rudzki, R. E. J. (1995). The application of a strategic management model to the internationalization of higher education institutions. Higher Education, 29(4), 421-422.
11. ↑  Cameron, K.S. (1984). Organizational adaptation and higher education. Journal of Higher Education 55(2), 123.
12. ↑  Ellingboe, B.J. (1998). Divisional strategies to internationalize a campus portrait: Results, resistance, and recommendations from a case study at a U.S. university, in Mestenhauser, J.A. and Ellingboe, B.J (eds.), Reforming the Higher Education Curriculum: Internationalizing the Campus. Phoenix, AZ: American Council on Education and Oryx Press, 199.
13. ↑  Bartell, M. (2003). Internationalization of universities: A university culture-based framework. Higher Education, 45(1), 48.
14. ↑  Van Hook, S.R. (2011, 11 April). Modes and models for transcending cultural differences in international classrooms. Journal of Research in International Education, 10(1), 5-27. http://jri.sagepub.com/content/10/1/5 نسخة محفوظة 2016-03-13 على موقع واي باك مشين.
15. ↑  Stahl، Günter؛ Maznevski، Martha؛ Voigt، Andreas؛ Jonsen، Karsten (مايو 2010). "Unraveling the Effects of Cultural Diversity in Teams: A Meta-Analysis of Research on Multicultural Work Groups". Journal of International Business Studies. ج. 41 ع. 4: 690–709. JSTOR:40604760.
16. ↑  "Cross Cultural Management". Ivey Business School. مؤرشف من الأصل في 2018-09-10. اطلع عليه بتاريخ 2018-04-05.
17. ↑  WYSE International website نسخة محفوظة 18 أغسطس 2019 على موقع واي باك مشين.
18. 1 2   {{استشهاد}}: استشهاد فارغ! (مساعدة)

- ماري إلين جوفي، كاثي رودس، باتريشيا روجين. «التواصل عبر الثقافات.» ماري إلين جوفي، كاثي رودس، باتريشيا روجين. عملية الاتصالات التجارية والإنتاج. نيلسون للتعليم المحدودة، 2010. 68-89.

## وصلات خارجية
- «أصوات حول معاداة السامية»، مقابلة مع دييجو بورتيلو مازال ، من متحف الهولوكوست التذكاري الأمريكي
- التواصل عبر الثقافات
- بين البحوث الثقافية: الحالة الراهنة للمعرفة
- عشرات قواعد الإبهام لتجنب سوء الفهم بين الثقافات
- مشروع تدريب المعلمين بين الثقافات INNOCENT: يتعلم المعلمون التواصل بين الثقافات عن طريق التدريب المجاني على الويب WBT
- الرابطة الدولية لدراسات الاتصال بين الثقافات (IAICS)
- الرابطة الدولية للترجمة والدراسات متعددة الثقافات (IATIS)